# Distrito de Kween
El distrito de Kween es uno de los ciento once distritos administrativos que dan origen a la actual organización territorial de la República de Uganda. Su ciudad capital es la ciudad de Binyiny.

## Localización
El distrito de Kween está bordeado por el distrito de Nakapiripirit al norte, por el distrito de Amudat al noreste, al este limita con el distrito de Bukwa, al sur limita con la República de Kenia, limita con el distrito de Kapchorwa al oeste y con el distrito de Bulambuli hacia el noroeste.

## Población
El distrito de Kween cuenta con una población total de 67.171 habitantes según las cifras suministradas por el censo poblacional llevado a cabo durante el año 2002 en Uganda.